# Twinkie

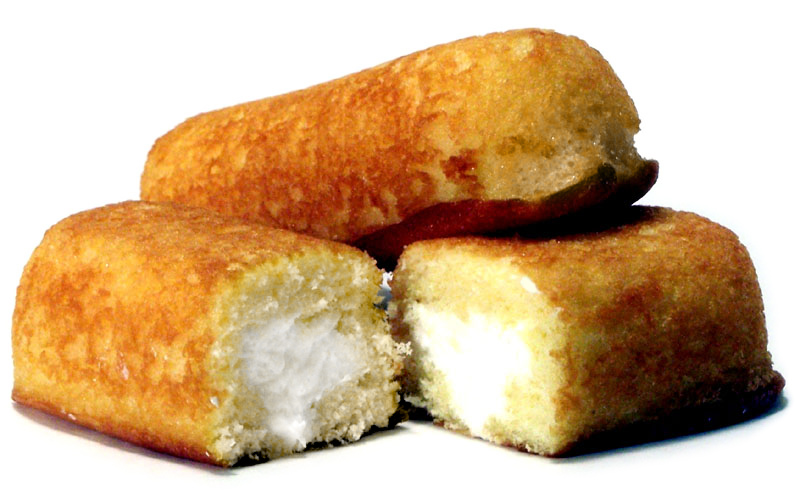
Tre Twinkies.

Twinkie (plural: Twinkies) är varumärke för ett amerikanskt portionsförpackad bakverk som varit i produktion sedan 1930. Det är en mindre, avlång kaka med ett sockerkaksaktigt yttre, fyllt med vanilj-, choklad- eller fruktkräm.

## Historia
Twinkies såg dagens ljus 1930, då den kanadensiska bagaren James Dewar skapade receptet för Continental Baking Company i Illinois. Detta gjordes eftersom bolagets maskiner för att tillverka jordgubbsbakelser bara kunde användas under den period när det fanns jordgubbar att tillgå. Dewar skapade därför en snackkaka med bananfyllning som kunde tillverkas i samma maskiner när inte den ordinarie bakelsen var i produktion.

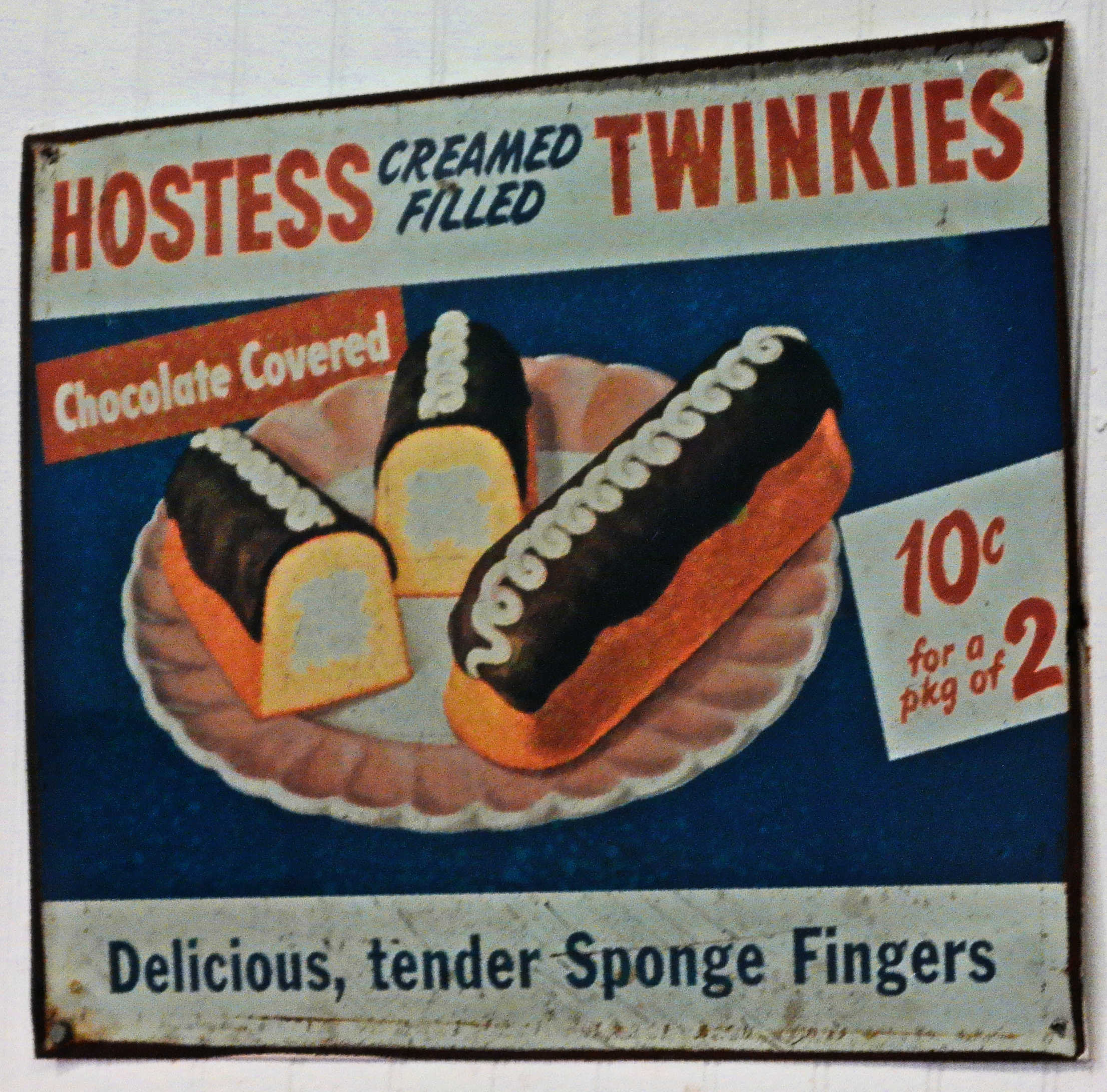
En äldre reklamskylt för chokladtäckta Twinkies.

Under andra världskriget omfattades bananer av ransoneringen i USA, varför kakan i stället fick vaniljfyllning. Eftersom konsumenterna gillade den nya fyllningen med vaniljsmak kvarstod den som Twinkies standardfyllning även efter att ransoneringen var över. Genom åren har dock bananfyllningen periodvis återintroducerats. Bananfyllning är även sedan 2007 en, vid sidan om vaniljfyllningen, av de fyllningar av bakverket som finns i handeln över längre tid.
Twinkies tillverkades fram till 2012 av bolaget Hostess, som då gick i konkurs. Under konkursförfarandet låg tillverkningen nere. Därefter återupptogs produktionen i maj 2013, sedan den delen av konkursboet sålts.

## I populärkulturen
I USA är Twinkie-defense, ungefär "twinkiesförsvar", ett juridiskt försvar som är väldigt långsökt. Det myntades under rättegången på Harvey Milks mördare Dan White år 1979. Försvaret menade att Dan White hade hamnat i en tillfällig men djup depression. Det manifesterades i att han åt Twinkies och andra sötsaker och skräpmat natten före dådet, när han annars var hälsomedveten, vilket kunde förvärra humörsvängningar. Detta nämndes i förbifarten, men togs upp och tolkades som att det var intagandet av Twinkies som ledde till sammanbrottet. Stora delar av allmänheten upprödes sedan av den milda domen som Dan White fick, och det blev kravaller. En av kravalldeltagarna, som tände eld på en polisbil, ropade åt en reporter att se till att skriva att han ätit för många Twinkies.
Twinkies populariserades 1984 genom filmen Ghostbusters från 1984, även i många länder där de inte finns till försäljning. Rollfiguren Egon Spengler lägger i filmen fram jämförelsen mellan en vanlig twinkie och en twinkie med elva meters längd och 270 kilos vikt, i syfte att beskriva den höga nivån av paranormal aktivitet. Denna jämförelse kommenteras av rollfiguren Winston Zeddemore med frasen ”That is a big Twinkie”.
I skräck-komedin Zombieland är en av huvudpersonerna, Tallahassee, på jakt efter den sista lådan med Twinkies och beredd att offra livet för den. De gör också en poäng av att Twinkies och kackerlackor är det enda som kommer överleva apokalypsen.

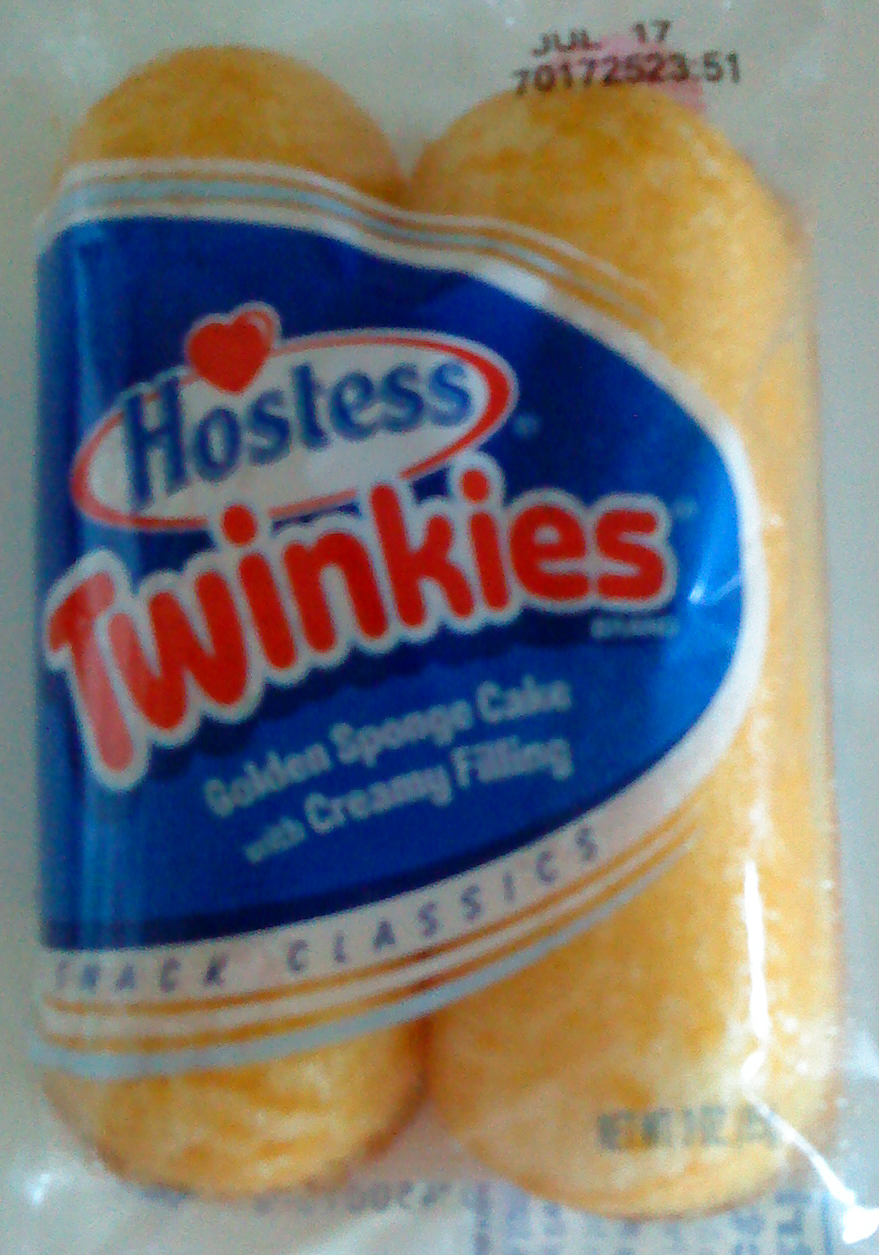
Parförpackade Twinkies.

Den svenska artisten Tove Lo nämner Twinkies i sin sång "Habits" från 2013. I en intervju har Lo senare nämnt att hon trodde att Twinkie var synonymt med ”kaka”, liksom att tillverkaren skickade henne smakprov på Twinkies efter att låten publicerats.